# Alors on danse
Alors on danse (französisch für „Also lass uns tanzen“) ist ein französischsprachiger Hip-House-Song des belgischen Rappers und Musikproduzenten Stromae aus dem Jahr 2009.

## Entstehung
Seit frühester Kindheit musikalisch geprägt, gelang es dem Musikproduzenten Stromae 2008 einen Plattenvertrag bei Because Music und Kilomaître zu erhalten. 2009 arbeitete er als Volontär beim belgischen Radiosender Radio NRJ. Parallel dazu veröffentlichte er über YouTube Lehrvideos und begann eigene Songs herauszubringen. Seinem Programmchef bei Radio NRJ gefiel das Lied Alors on danse so gut, dass er es in die Rotation aufnahm. Von da an wurde das Lied auch in anderen europäischen Radios gespielt und schließlich am 26. September 2009 als Single veröffentlicht. In den Vereinigten Staaten wurde das Lied 2010 bekannt, als dort ein Remix mit einem Gastpart von Kanye West veröffentlicht wurde.

## Musikstil
Alors on danse ist ein sparsam instrumentierter House-Song im Stile der 1980er, der vor allem auf Elektro und wenig Akustik setzt. Stromae bediene sich einer „warmen Stimme und einer eingängigen Rhythmik“. Als Musikinstrument wurde ein gesampletes Saxophon verwendet, was Rhythmik und Melodie ungewöhnlich gestaltet. Sein Gesang sei zwar „an den Rapstil angelegt, dadurch, dass er relativ wortreich ist, doch handelt es sich nicht um Rap im eigentlichen Sinne. Der Gesang ist eher an französische Liedermacher angelehnt und verleiht dem Lied einen pompösen Klang“.

## Musikvideo
Der Protagonist sitzt zu Beginn des Videos im Büro. Nach einem anstrengenden Arbeitstag will er sein Kind besuchen, wird von der Mutter allerdings vor die Tür gesetzt. Danach stiehlt ein Obdachloser seinen Mantel. Anschließend geht er in eine Kneipe und betrinkt sich. Anfangs hat er nicht sehr viel Spaß, doch mit der Zeit beginnt er, dort vor Publikum zu singen. Nach seinem Auftritt wird er ohnmächtig und von einem unbekannten Mann wieder an seinen Arbeitsplatz aus der ersten Szene gesetzt.

## Kommerzieller Erfolg

### Chartplatzierungen
Alors on danse war Stromaes Debütsingle. In Belgien, Österreich und der Schweiz hielt sich der Song fünf Wochen an der Spitze der Charts. In Deutschland war das Lied zwei Wochen Spitzenreiter der Charts und damit der erste französischsprachige Nummer-1-Hit seit France Galls Ella, elle l’a. In Frankreich blieb die Single zehn und in den Niederlanden acht Wochen auf Platz 1.
| ChartsChartplatzierungen     | Höchstplatzierung | Wochen |
| ---------------------------- | ----------------- | ------ |
| Deutschland (GfK)            | 1 (59 Wo.)        | 59     |
| Flandern (Ultratop)          | 1 (42 Wo.)        | 42     |
| Frankreich (SNEP)            | 1 (161 Wo.)       | 161    |
| Österreich (Ö3)              | 1 (39 Wo.)        | 39     |
| Schweiz (IFPI)               | 1 (76 Wo.)        | 76     |
| Vereinigtes Königreich (OCC) | 25 (12 Wo.)       | 12     |
| Wallonie (Ultratop)          | 1 (87 Wo.)        | 87     |

| ChartsJahrescharts (2010) | Platzierung |
| ------------------------- | ----------- |
| Deutschland (GfK)         | 7           |
| Flandern (Ultratop)       | 1           |
| Frankreich (SNEP)         | 3           |
| Österreich (Ö3)           | 6           |
| Schweiz (IFPI)            | 5           |
| Wallonie (Ultratop)       | 2           |

| ChartsJahrescharts (2010–2019) | Platzierung |
| ------------------------------ | ----------- |
| Österreich (Ö3)                | 57          |

### Auszeichnungen für Musikverkäufe
| Land/Region                  | Auszeichnungen für Musikverkäufe (Land/Region, Auszeichnung, Verkäufe) | Verkäufe  |
| ---------------------------- | ---------------------------------------------------------------------- | --------- |
| Belgien (BRMA)               | 3× Platin                                                              | 60.000    |
| Brasilien (PMB)              | Platin                                                                 | 60.000    |
| Dänemark (IFPI)              | 2× Platin                                                              | 180.000   |
| Deutschland (BVMI)           | 7× Gold                                                                | 1.050.000 |
| Italien (FIMI)               | 2× Platin                                                              | 140.000   |
| Kanada (MC)                  | 6× Platin                                                              | 480.000   |
| Niederlande (NVPI)           | Platin                                                                 | 20.000    |
| Österreich (IFPI)            | 3× Platin                                                              | 90.000    |
| Russland (NFPF)              | 3× Platin                                                              | 600.000   |
| Schweden (IFPI)              | Gold                                                                   | 20.000    |
| Schweiz (IFPI)               | 2× Platin                                                              | 60.000    |
| Spanien (Promusicae)         | Platin                                                                 | 60.000    |
| Vereinigte Staaten (RIAA)    | Gold                                                                   | 500.000   |
| Vereinigtes Königreich (BPI) | Platin                                                                 | 600.000   |
| Insgesamt                    | 3× Gold · 28× Platin ·                                                 | 3.920.000 |